# Chama (Nuevo México)
Chama es una villa ubicada en el condado de Río Arriba en el estado estadounidense de Nuevo México. En el Censo de 2010 tenía una población de 1022 habitantes y una densidad poblacional de 146,15 personas por km².

## Geografía
Chama se encuentra ubicada en las coordenadas 36°53′33″N 106°35′7″O / 36.89250, -106.58528. Según la Oficina del Censo de los Estados Unidos, Chama tiene una superficie total de 6.99 km², de la cual 6.91 km² corresponden a tierra firme y 0.08 km² (1.15 %) es agua.

## Demografía
Según el censo de 2010, había 1022 personas residiendo en Chama. La densidad de población era de 146,15 hab./km². De los 1022 habitantes, Chama estaba compuesto por el 66.73 % blancos, el 0.78 % eran afroamericanos, el 5.09 % eran amerindios, el 0.29 % eran asiáticos, el 0 % eran isleños del Pacífico, el 22.5 % eran de otras razas y el 4.6 % pertenecían a dos o más razas. Del total de la población el 66.14 % eran hispanos o latinos de cualquier raza.